# Jean-Baptiste Franchisteguy
Jean-Baptiste Franchisteguy est un homme politique français né le 6 mai 1755 à Iholdy (Pyrénées-Atlantiques) et mort le 22 juillet 1806 dans la même commune.

## Biographie
Jean-Baptiste Franchisteguy naît le 6 mai 1755 à Iholdy.
Notaire à Saint-Jean-Pied-de-Port, il est élu député du tiers état aux États généraux de 1789 pour la province de Navarre. Il siège du 15 avril 1789 au 30 septembre 1791 à l’Assemblée constituante.